# Grand Prix Peugeot
Le Grand Prix Peugeot est une ancienne course cycliste française, organisée de 1907 à 1936 à Toulouse dans le département de la Haute-Garonne.

## Palmarès
| Année | Vainqueur           | Deuxième | Troisième |
| ----- | ------------------- | -------- | --------- |
| 1907  | Ernesto Azzini      |          |           |
| 1913  | Félix Goethals      |          |           |
| 1935  | Antoon van Schendel |          |           |
| 1936  | Georges Hubatz      |          |           |

## Liens interne et externe
- Liste des courses cyclistes disparues en France
- Grand Prix Peugeot sur procyclingstats.com